# Judi Meredith
Judi Meredith, auch Judi Meredith Nelson (geboren als Judith Claire Boutin * 13. Oktober 1936 in Portland, Oregon; † 30. April 2014 in Las Vegas, Nevada), war eine US-amerikanische Schauspielerin. Zwischen 1955 und 1973 spielte sie in über 50 Filmproduktionen im Kino und im Fernsehen mit. Darunter in Der Herrscher von Cornwall, Er kam nur nachts oder El Capitano.

## Leben und Karriere
Die 1936 in Portland im Bundesstaat Oregon geborene Judi Meredith absolvierte zuerst die St. Mary’s Academy in Portland, bevor sie 1955 noch unter ihrem Mädchennamen Judi Boutin ihr Fernsehdebüt in der Serie The George Burns and Gracie Allen Show gab. Zuvor hatte Judi mit 15 Jahren noch von einer Karriere als professionelle Eisläuferin in den Ice Follies geträumt, bis 1951 ein schwerer Skiunfall ihre Laufbahn dort beendete. Als Schauspielerin spielte Judi Meredith bis 1973 noch zahlreiche weitere Fernsehrollen, darunter in Serien wie Dezernat M, Yancy Derringer, Wagon Train, Riverboat, Am Fuß der blauen Berge, Have Gun – Will Travel, Rauchende Colts, Bonanza, Tausend Meilen Staub, Die Leute von der Shiloh Ranch, Mannix, Der Chef, Hawaii Fünf-Null, oder Notruf California.
Im Kino sah man sie in den 1950er Jahren in Filmrollen wie in den Western Der Tod reitet mit von Charles F. Haas oder Verräter unter uns von Richard Bartlett. In den 1960er Jahren spielte sie die Prinzessin Elaine an der Seite von Kerwin Mathews in dem Fantasy-Film Der Herrscher von Cornwall von Nathan Juran, in dem Western Die rauhen Reiter von Texas, in dem Horrorthriller mit Barbara Stanwyck und Robert Taylor Er kam nur nachts von William Castle, in William F. Claxtons Filmdrama A Letter to Nancy oder in Curtis Harringtons Science-Fiction-Horrorfilm Queen of Blood. Ihren letzten Filmauftritt auf der Leinwand hatte sie 1971 in dem Dean-Martin-Western El Capitano unter der Regie von Andrew V. McLaglen.
Im Jahre 1962 hatte sie den Regisseur Gary Nelson geheiratet, die Ehe hielt bis zu ihrem Tod. Das Paar bekam zwei Söhne. Garrett Nelson and Blue Nelson. 1973 spielte Meredith ihre letzte Fernsehrolle, danach arbeitete sie vorwiegend als Fotografin.
Judi Meredith verstarb am 30. April 2014 im Alter von 77 Jahren in ihrer Wahlheimat Las Vegas.

## Filmografie (Auswahl)

### Kino
- 1957: Summer Love
- 1958: Der Tod reitet mit (Wild Heritage)
- 1958: Verräter unter uns (Money, Women and Guns)
- 1962: Der Herrscher von Cornwall (Jack the Giant Killer)
- 1963: Die rauhen Reiter von Texas (The Raiders)
- 1964: Er kam nur nachts (The Night Walker)
- 1965: A Letter to Nancy
- 1965: Dark Intruder
- 1966: Queen of Blood
- 1971: El Capitano (Something Big)

### Fernsehen
- 1955–1958: The George Burns and Gracie Allen Show (Fernsehserie, 24 Episoden)
- 1956: The Adventures of Jim Bowie (Fernsehserie, 1 Episode)
- 1957: Telephone Time (Fernsehserie, 1 Episode)
- 1957: Conflict (Fernsehserie, 1 Episode)
- 1957: Panic! (Fernsehserie, 1 Episode)
- 1957: Blondie (Fernsehserie, 1 Episode)
- 1958: The Gale Storm Show: Oh! Susanna (Fernsehserie, 1 Episode)
- 1958: Shirley Temple’s Storybook (Fernsehserie, 1 Episode)
- 1958: The Millionaire (Fernsehserie, 1 Episode)
- 1958: Studio One in Hollywood (Fernsehserie, 1 Episode)
- 1958: Dezernat M (M Squad: Fernsehserie, 1 Episode)
- 1958: The Restless Gun (Fernsehserie, 1 Episode)
- 1958–1959: The George Burns Show (Fernsehserie, 12 Episoden)
- 1959: Cimarron City (Fernsehserie, 1 Episode)
- 1959: Tales of Wells Fargo (Fernsehserie, 1 Episode)
- 1959: Yancy Derringer (Fernsehserie, 1 Episode)
- 1959–1960: Hotel de Paree (Fernsehserie, 24 Episoden)
- 1959–1962: General Electric Theater (Fernsehserie, 3 Episoden)
- 1959–1964: Wagon Train (Fernsehserie, 3 Episoden)
- 1960: Riverboat (Fernsehserie, 1 Episode)
- 1960: Am Fuß der blauen Berge (Laramie:Fernsehserie, 1 Episode)
- 1960: The Adventures of Ozzie and Harriet (Fernsehserie, 1 Episode)
- 1961: The Roaring 20’s (Fernsehserie, 1 Episode)
- 1961: The Investigators (Fernsehserie, 1 Episode)
- 1961: The Tall Man (Fernsehserie, 1 Episode)
- 1961: 87th Precinct (Fernsehserie, 1 Episode)
- 1961–1963: Have Gun – Will Travel (Fernsehserie, 2 Episoden)
- 1962: The New Breed (Fernsehserie, 1 Episode)
- 1962: Rauchende Colts (Gunsmoke: Fernsehserie, 1 Episode)
- 1962: Sam Benedict (Fernsehserie, 1 Episode)
- 1962/1967: Bonanza (Fernsehserie, 2 Episoden)
- 1964: Vacation Playhouse (Fernsehserie, 1 Episode)
- 1964: American in Paris (Fernsehfilm)
- 1965: Tausend Meilen Staub (Rawhide: Fernsehserie, 1 Episode)
- 1966: Ben Casey (Fernsehserie, 5 Episoden)
- 1966: Please Don’t Eat the Daisies (Fernsehserie, 1 Episode)
- 1966: Die Leute von der Shiloh Ranch (The Virginian: Fernsehserie, 1 Episode)
- 1967: Death Valley Days (Fernsehserie, 1 Episode)
- 1967: Mannix (Fernsehserie, 1 Episode)
- 1969: Der Chef (Fernsehserie, 1 Episode)
- 1971–1972: Hawaii Fünf-Null (Hawaii Five-O: Fernsehserie, 1 Episode)
- 1973: Notruf California (Fernsehserie, 1 Episode)
- 1973: Toma (Fernsehserie, 1 Episode)